# Статичен шум
Статичният шум (на английски: Shot noise – „шум от изстрели или пукане“; на руски: дробовой шум – „шум от разсипващи се сачми“) е тип електронен шум, получаващ се, когато краен брой частици, носещи енергия (такива като електрони в електрическа верига или фотони в оптично устройство), не е достатъчен, за да възбуди детектируема статистическа флуктуация в измерването. В аудиотехниката статичният шум се изявява като пукане или пращене, във видеотехниката – като снежинки на екрана. Той е важен в електрониката, телекомуникацията и фундаменталната физика.
Той се отнася също към аналогичен шум при симулирането на частици, където поради малкия брой на частиците, симулациите изявяват детектируеми статистически флуктуации, които не са наблюдавани в системите в реалния свят.
Големината на този шум нараства заедно със средната големина на тока или интензитета на светлината. Тъй като големината на типичния сигнал нараства по-бързо отколкото тази на статичния шум (неговия относителен размер намалява с увеличаването на сигнала), статичния шум е често проблем единствено при слаби токове или интензитет на светлината.
Интензитета на източника ще доведе до някакъв среден брой фотони събрани (от детектора), но този средния брой фотони които ще бъдат събрани обикновено няма да е действителния брой събрани фотони. Действителният брой събрани фотони ще бъде по-голям, равен или по-малък от средния брой фотони, и тяхното разпределение около тази средна стойност ще е разпределение на Поасон.
Тъй като разпределението на Поасон се приближава до нормалното разпределение при големи бройки, фотоновият шум в сигнала ще приближава до нормалното разпределение при голям брой на събраните фотони. Стандартното отклонение на фотоновия шум е равно на корен квадратен от средния брой фотони. Отношението сигнал към шум (на английски: Signal-to-Noise Ratio – SNR, S/N) тогава е:
{\displaystyle {\mbox{SNR}}={\frac {N}{\sqrt {N}}}={\sqrt {N}}}
където N е средния брой събрани фотони. Когато N е много голямо, отношението сигнал към шум е също много голямо. Може да се види че фотоновият шум става по-значим когато броя събрани фотони е малък.

## Обяснение

### Интуитивно обяснение
Статичния шум съществува понеже феномени като светлината и електрическият ток се състоят от движение на отделни, квантови „пакети“. Представете си светлина излизаща от лазерна показалка и прожектирана на стената. Тази светлина пристига на малки пакети или фотони. Когато осветеното петно е достатъчно светло да се види, много милиарди светлинни фотони се удрят в стената всяка секунда. Сега си представете че намалявате силата на лазера докато лазера е почти изключен. Тогава само единични фотони достигат до стената всяка секунда. Фундаментален закон на физическия процес засягащ излъчването на светлина твърди че тези фотони са излъчвани от лазера в произволни моменти на времето. Тъй че ако средния брой фотони стигащи стената всяка секунда е 5, в някои секунди бихме забелязали 2 фотона, а в други 10 фотона. Тези флуктуации са статичен шум.
Аналогично е да се помисли какво се случва когато изсипете захар от чаша. Започнете със силно накланяне на чашата тъй че да се изсипва доста захар. Сега намалете наклона на чашата така че все по-малко и по-малко захар да се изсипва всяка секунда, докато само 5 захарни кристалчета се изсипват всяка секунда. Дори и да държите чашата идеално стабилно, няма да получите точно 5 кристалчета да се изсипват всяка секунда – понякога ще забележите 2 кристалчета а понякога 10 кристалчета да се изсипват. Физиката която управлява колко захарни кристалчета се изсипват наведнъж води до това че числото е случайно, точно както физиката която управлява излъчването на светлина от светлинен източник. При големи изсипвания статичния шум не е съществен – когато наклоните чашата силно, малките флуктуации породени от случайни единични кристалчета стават малки в сравнение до голямото непрекъснато изтичане.

### В електронните устройства
Статичния шум в електронните устройства се състои от случайни флуктуации на електрическия ток в много електрически проводници, което е породено от факта че токът е пренасян от единични/дискретни заряди (електрони). Това е чест проблем при p-n преходите. В металните кабели това не е проблем, тъй като зависимостите между отделните електрони отстраняват тези случайни флуктуации.
Статичния шум трябва да бъде различаван от токовите флуктуации в равновесие, което се случва когато не е приложено напрежение и без протичане на никакъв среден ток. Тези флуктуации на ток в равновесие са известни като шум на Джонсън–Найкуист.
Статичния шум е процес на Поасон и носителите на заряд които образуват тока следват разпределението на Поасон. Флуктуацията на тока има стандартно отклонение:
{\displaystyle \sigma _{i}={\sqrt {2\,q\,I\,\Delta f}}}
където q е елементарен заряд, Δf е честотния диапазон в херца в който е измерван шумът, и I е средния ток протичащ през устройството. Всички величини се разглеждат като SI единици.
За ток от 100 mA, ако токовия шум е филтриран с филтър притежаващ честотна лента 1 Hz, това дава стойност:
{\displaystyle \sigma _{i}=0.18\,\mathrm {nA} }
Ако този токов шум минава през резистор резултатната мощ на шума ще бъде:
{\displaystyle P=2\,q\,I\,\Delta fR.}
Ако заряда не е напълно локализиран във времето а притежава времево разпределение q F(t) където интегралът F(t) във времето t е единица, тогава спектралната плътност на мощността на токовия шум ще бъде:
{\displaystyle S_{i}(f)=2\,q\,I\,|\Psi (f)|^{2},}
където Ψ(f) е Преобразование на Фурие на F(t).
Забележка: Статичния шум и шум на Джонсън–Найкуист са и двата квантови флуктуации. Някои автори го разглеждат като една обща концепция.  (виж дискусията).

### В квантовата оптика
В квантовата оптика, статичния шум е се получава от флуктуациите на детектирани фотони, тоест отново като консеквенция на дискретизацията (на енергия в електромагнитното поле в този случай). Статичния шум е главна част на квантовия шум.
Статичния шум е измерим не само при измервания на нива от няколко фотона използвайки фотоумножители, но също и при по-високите интензитети на светлина измервани с фотодиоди когато се използват осцилоскопи с висока времева разделителна способност. Тъй като фото токът е пропорционален на интензитета на светлината (броя на фотоните), флуктуациите на електромагнитното поле са обикновено съставна на измервания електрически ток.
В случая на източниците на кохерентна светлина такива като лазер, статичния шум се държи като квадратен корен на средния интензитет:
{\displaystyle \Delta I^{2}\ {\stackrel {\mathrm {def} }{=}}\ \langle \left(I-\langle I\rangle \right)^{2}\rangle \propto I.}

## Пространствен заряд
Ниско шумовите активни електронни устройства са проектирани така че статичния шум е потискан от електростатичното отблъскване на зарядните носители. Ограничаването чрез пространствен заряд не е възможно във фотоновите устройства.